# Zsuzsanna
A Zsuzsanna ókori egyiptomi eredetű név, mely héber közvetítéssel került át más nyelvekbe. Eredeti alakja zššn, később zšn, jelentése: lótuszvirág. Női névként csak a héberbe történt asszimilációja után volt használatos, sósánná (שׁוֹשָׁנָּה) formában, aminek jelentése itt „liliom”.

## Rokon nevek
- Szanna:[1] a Zsuzsanna német változatának beceneve, ugyanakkor a finn nyelvben az Alexandra becézője.[4]
- Zsanna:[1] a Zsuzsanna önállósult beceneve.[3]
- Zsazsa:[1] a Zsuzsanna önállósult beceneve.[3]
- Zsuzsánna:[1] a Zsuzsanna régies, illetve tájnyelvi változata.[3]
- Zsuzska:[1] a Zsuzsanna önállósult beceneve.[3]
- Zsuzsietta, feltehetőleg a francia eredetű, becézett Suzette névváltozat magyarításával született keresztnév, nem szerepel az anyakönyvezhető nevek között

Zsuzsa, Zsanka

## Gyakorisága
A Zsuzsanna 17. századtól kezdve egészen az 1980-as évekig az egyik leggyakoribb női név volt, az 1990-es években hirtelen csökkent a népszerűsége, de még gyakori, a Szanna, Zsanna, Zsazsa, Zsuzsánna, Zsuska szórványos név volt, a 2000-es években a Zsuzsanna a 74-95. leggyakoribb női név (kivéve 2008-at, amikor nem volt az első százban) a többi nem szerepel az első száz női név között.

## Névnapok
Zsuzsanna, Zsuzsánna, Zsuzska
- február 19.[3]
- augusztus 11.[3]
- szeptember 20.[3]

Zsanna, Zsazsa, Szanna
- február 19.[3]
- augusztus 11.[3]

## Híres Zsuzsannák, Zsuzsánnák, Zsuzskák, Zsannák, Zsazsák és Szannák
„Zsuzsanna” utónevű személyek szócikkeinek listája a Wikidata alapján

„Zsuzsánna” utónevű személyek szócikkeinek listája a Wikidata alapján